# Taschachferner
Der Taschachferner ist ein Gletscher in den Ötztaler Alpen im österreichischen Bundesland Tirol. Er befindet sich am Ende des Pitztals nördlich der Wildspitze (3768 m), dem höchsten Berg Nordtirols.

## Ausdehnung

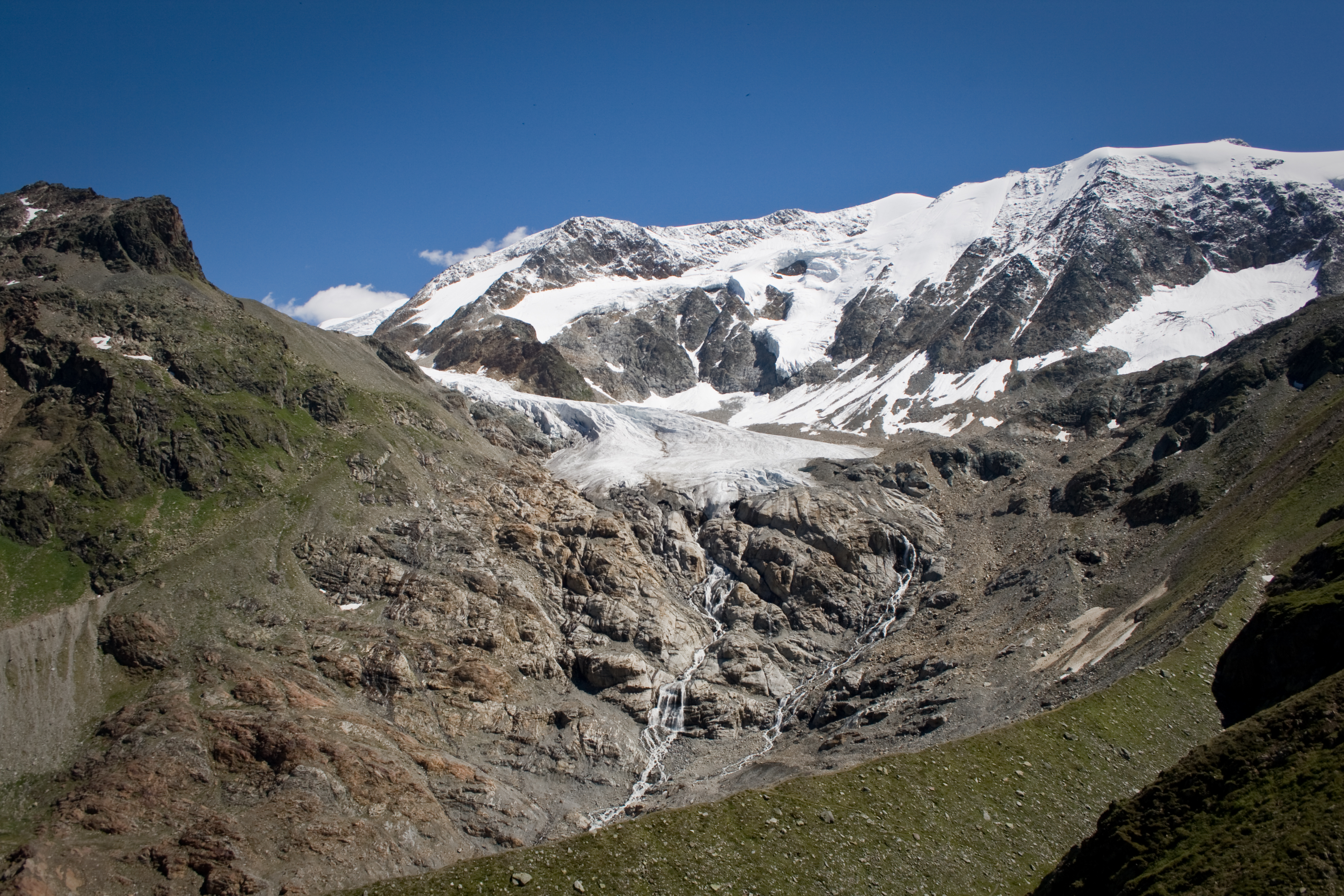
Zunge des östlichen Taschachferners im Juli 2010

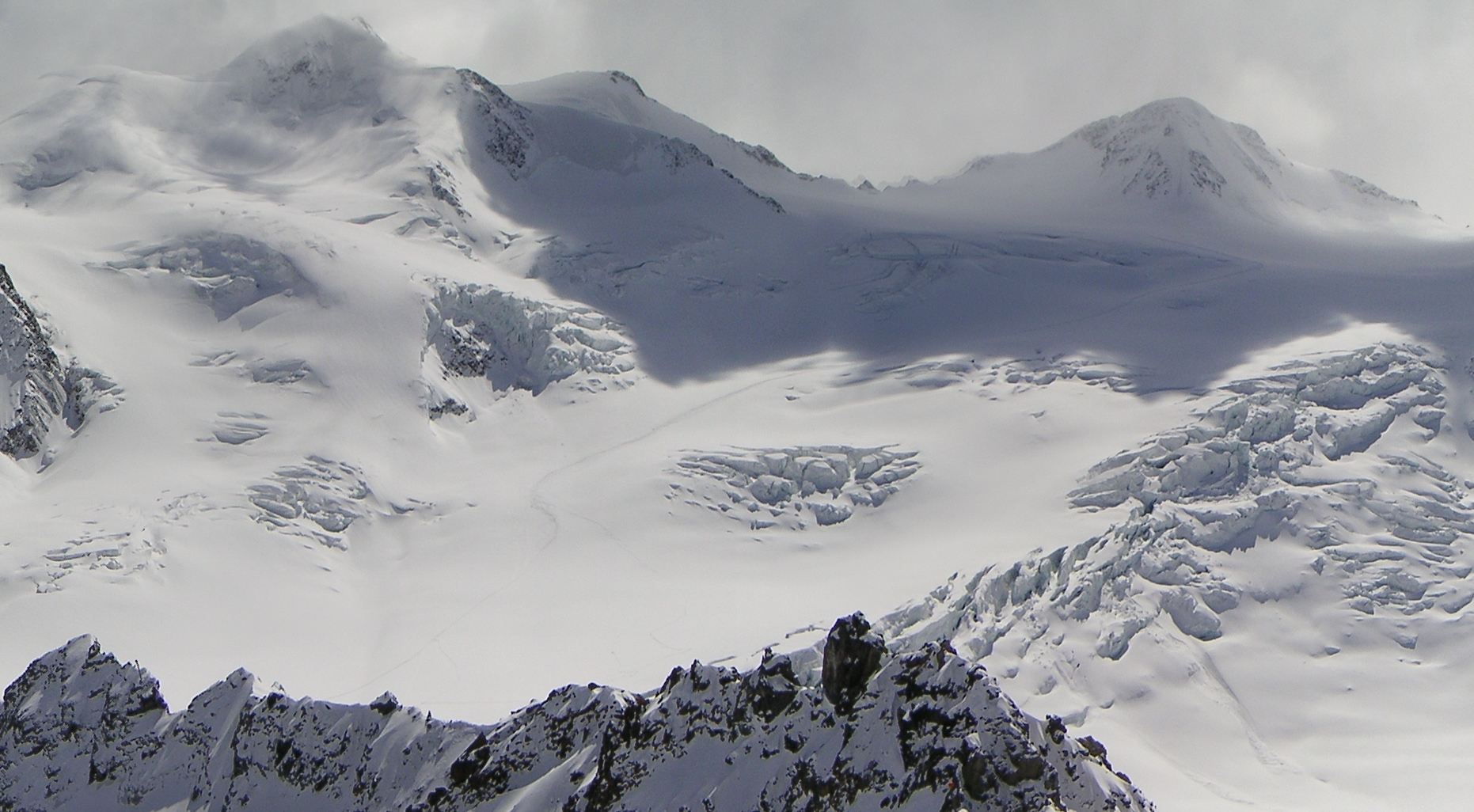
Der Taschachferner (Mitte) mit der Wildspitze links oberhalb im April 2005.

Der Gletscher besteht aus zwei Teilen: einem größeren, östlichen Teil nördlich der Wildspitze und einem in viele kleinere Fragmente zerfallenden westlichen Teil. Im oberen Bereich bildet die Petersenspitze (3472 m) und deren Nordostgrat die Trennlinie zwischen beiden Bereichen. Gegen Ende des 20. Jahrhunderts haben der östliche und westliche Taschachferner durch den Rückgang der Gletscher den Kontakt verloren. Am Zungenende des östlichen Taschachferners bildete sich seit 2003 ein Gletschersee.
Das Nährgebiet des östlichen Taschachferners wird eingerahmt von Schuchtkogel (3471 m), Wildspitze, Hinterem Brochkogel (3628 m) und Petersenspitze. Die Gesamtfläche des östlichen Taschachferners wurde im Jahr 2006 mit 5,71 km² angegeben. Die Gletscherzunge endet in einer Höhe von ca. 2200 m, nahe dem Taschachhaus, einer Alpenvereinshütte. Seit 1970 hat sich die Gletscherzunge um über 250 m zurückgezogen. Davon entfielen 104 Meter allein auf den Messzeitraum 2004/2005, was einen Rekord unter den Ostalpengletschern darstellt, verursacht durch das Abreißen der Gletscherzunge an der unteren Talstufe. Der ehemalige unterste Eisbruch, der noch auf vielen Karten verzeichnet ist, ist mittlerweile fast komplett weggeschmolzen.

## Ereignisse
Während des Zweiten Weltkrieges stürzte ein amerikanischer Bomber vom Typ Boeing B-17, über dem Taschachferner ab; die Wrackteile werden durch das Abschmelzen des Gletschers seit einigen Jahren unterhalb des Taschachfernerabbruchs, unweit des Taschachhauses, freigelegt.
Am 13. September 1962 wurden bei einer Übung im Rahmen des sogenannten Gendarmerie-Alpindienstes am Taschachferner fünf Beamte von einer Eislawine verschüttet. Der Übungsleiter, Gendarmeriebergführer Oberstleutnant Friedrich Rainer sowie die beiden Übungsteilnehmer Gendarmeriealpinist Raimund Ertl und Gendarmeriebergführer Anton Kendlbacher wurden dabei getötet.